# Karl Tücking

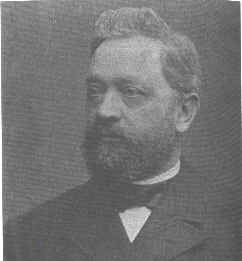
Karl Tücking

Karl Tücking (* 7. Juni 1826 in Ahaus; † 9. Dezember 1904 in Neuss) war ein deutscher Pädagoge, Historiker und Philologe.

## Leben
Nach Studium und Promotion war Tücking von 1865 bis 1873 Lehrer am Gymnasium Laurentianum in Arnsberg. Er war aktives Mitglied im historischen Verein zu Arnsberg, hat zahlreichen lokal- und regionalhistorische Beiträge unter anderem für die Blätter zur näheren Kunde Westfalens verfasst. Nach dem Tod von Johann Suibert Seibertz hat er 1871 die Schriftleitung übernommen.
Nach seiner Zeit in Arnsberg kam Tücking nach Neuss, wo er von 1873 bis 1896 als Gymnasialdirektor dem Quirinus-Gymnasium Neuss vorstand. In Neuss machte er sich insbesondere um die lokale Geschichtsforschung verdient und legte hier einschlägige Arbeiten zur Stadtgeschichte vor, darunter u. a. eine Geschichte der kirchlichen Einrichtungen der Stadt Neuss (1890) sowie eine Darstellung der Stadtgeschichte (1891). Die Urkunden und Akten aus dem Archiv der Klarissen bearbeitete Tücking und legte den Band mit Regesten 1896 vor. Der Band enthält nur wenige Urkunden in vollem Wortlaut. Nach dem Tod von Clemens Sels 1893 wurde Tücking Vorsitzender des „Vereins für Alterthumskunde und Geschichte“ in Neuss.
Auch eine Livius-Übersetzung (Buch 21) für den Schulgebrauch stammt von ihm.

## Nachlass
Der Nachlass von Karl Tücking befindet sich im Stadtarchiv Neuss (Signatur D.04.T.01).

## Veröffentlichungen (Auswahl)
- Geschichte des Stifts Münster unter Christoph Bernard von Galen. Unter Benutzung vieler bisher ungedruckter, archivalischer Dokumente bearbeitet von Dr. Karl Tücking. Mit Porträt Christoph Bernards, einer Karte des Stifts Münster, zwei Plänen und Münzabdrücken. Münster: Aschendorff’sche Buchhandlung 1865.
- Leitfaden der Geschichte Preußens. Schöningh, Paderborn 1872 (Digitalisat).
- Bilder aus der vaterländischen Geschichte. 3., verb. Aufl. Schöningh, Paderborn 1875 (Digitalisat).
- Grundriß der brandenburgisch-preußischen Geschichte. 6., verb. Aufl. Schöningh, Paderborn 1879 (Digitalisat).
- Grundriß der brandenburgisch-preußischen Geschichte. 11., verb. Aufl. Schöningh, Paderborn 1895 (Digitalisat).
- Die Entwicklung des Seminarium Marianum oder erzbischöflichen Konvikts in der Stadt Neuss von 1852 bis 1902. Neuss : Ges. f. Buchdr. o. J.
- Geschichte der kirchlichen Einrichtungen der Stadt Neuss. Neuss 1890.
- Geschichte der Stadt Neuss. Neuss 1891.
- Urkunden und Akten aus dem Archiv der Klarissen zu Neuss. Hrsg. von Karl Tücking. Neuss: Schwann 1896.
- Ab urbe condita liber 21 / Titus Livius. Für d. Schulgebr. erkl. v. Carl Tücking. 2. verb. Aufl. Paderborn: Schöningh 1877.